# Gilmar Jones
Gilmar Jones (Paramaribo, 21 januari 1986) is een Surinaams badmintonner en sinds 2018 bondscoach.

## Carrière
In 2015 en 2017 werd hij kampioen in het herendubbel op de Surinaamse Nationale Badmintonkampioenschappen. Daarnaast won hij in 2017 in het gemengd dubbel met Priscille Tjitrodipo en prolongeerde die titel in 2018 met Rugshaar Ishaak en in 2019 met Anjali Paragsingh.
Zijn grootste internationale prestatie tot nu toe is het winnen van de Caribische titel in herendubbel met Dylan Darmohoetomo in 2016 op de Carebaco International op Aruba. Samen met dubbelpartner Dylan Darmohoetomo bereikte hij in 2018 ook de finale van de Carebaco International in zijn geboortestad Paramaribo.
Begin 2018 is Gilmar Jones aangesteld als hoofdtrainer van het Nationaal badmintonteam van Suriname.